# 威廉·戈尔丁
威廉·傑拉德·戈爾丁爵士，CBE（1911年9月19日—1993年6月19日）是一位英國小說家及詩人，他也是1983年諾貝爾文學獎得主，代表作為《蒼蠅王》。威廉·戈爾丁於1988年由英女王伊麗莎白二世在白金漢宮冊封為爵士 。2008年，泰晤士報在「1945年以來最偉大的50位英國作家」名單中將戈爾丁名列為第3位。

## 生平

### 早年生活
威廉·戈爾丁在1911年9月19日出生於英格蘭西南部康沃爾郡的一个小镇紐奎 ，他在此地過許多童年時光，並從7歲開始寫作。威廉·戈爾丁的父亲艾利克·戈爾丁是馬爾波羅中學的高级教師，也是一位學者。其父的政治觀點比較激進，反對宗教，相信科學。戈爾丁的家庭后来搬到馬爾波羅，高丁在此逐漸成長，並於馬爾波羅的語言學校就讀，他的哥哥約瑟夫也於該校就讀。高丁随后于1930年进入牛津大學布雷齊諾斯學院学习自然科学，兩年後則轉而學習英语 。高丁的第一本詩集在1934年发表，然後在大學朋友的幫助下由英國麥克米倫出版公司出版。他在1935年獲得牛津大學文學學士學位。此後他曾在倫敦的一家小劇團裏當過編導和演員，但戈爾丁對這四年的印象並不好。高丁于1939年與安·布魯克菲爾德結婚， 並在薩利斯布裏的霍茲霍斯主教中學任英文與哲學講師。

### 參与戰爭
第二次世界大戰爆發後，戈爾丁於1940年應徵進入英國皇家海軍，並參加了擊沉德軍戰列艦俾斯麥號的戰役。隨後，他又参加了諾曼地登陸，指揮兩棲戰艦登陸。戰爭結束後，戈爾丁繼續教書工作與寫作。

### 成名
戈爾丁在1953年9月將手稿送至倫敦的費伯及費伯公司，最初讀者對這部作品不感興趣，但是該公司的新編輯查爾斯·蒙特斯很喜愛這本書。他要求削減文本內容，並於1954年9月以《蒼蠅王》的名稱來發表。戈爾丁其他的小說緊接著出版，包括《繼承者》（The Inheritors）、《品徹馬丁》、《自由落體》。
由於寫作獲得成功，威廉·戈爾丁於1961年辞去了教師的工作而成為佛吉尼亞霍林斯学院的專職作家。戈爾丁在1958年從索爾茲伯里搬到Bowerchalke附近，他因而認識了英國科學家詹姆斯·洛夫洛克。他們曾經互相討論過蓋亞假說，戈爾丁建議拉夫洛克使用蓋亞來描述該假說。
他在1979年獲得詹姆斯·泰特·布萊克紀念獎，1980年以《啟蒙之旅》（Rites of Passage）獲得布克獎。威廉·戈爾丁於1983年獲得諾貝爾獎，這個結果令人意外，因為評論家認為格雷厄姆·格林或安东尼·伯吉斯得獎機會更高。
1985年，戈爾丁和妻子搬到康沃爾郡靠近特魯羅的Perranarworthal。英國女王伊莉莎白二世於1988年赐予戈爾丁爵士榮譽 。威廉·戈爾丁於1993年6月19日因心臟衰竭死於家鄉康沃爾郡。他被埋葬南康沃爾郡（漢普郡和多塞特郡邊界附近）Bowerchalke的墓地。他留下一部名為《雙舌頭》的小說草稿，後來由出版社出版 。他的女兒朱迪·戈爾丁和兒子大衛·戈爾丁都仍住在Perranarworthal。
牛津字典評論戈爾丁：“當20世紀結束時，戈爾丁的聲譽在歐洲大陸最高，特別是比利時、荷蘭、德國與法國。

## 私生活
戈爾丁與分析化學家安·布魯克菲爾德於1939年9月30日結婚，他們育有三個孩子，分別是亨利,朱迪和大衛。

## 作品風格
戈爾丁的小說作品富含寓意。他的作品廣泛地融入了古典文學、神話、基督教文化以及象徵主義。戈爾丁作品的主題通常與黑暗邪惡有關，但是他的小說中也表達一種昏暗的樂觀主義。他的第一本小說《蒼蠅王》（1954年）突出了他一直不停探討的主題－人類天生的野蠻與文明的理性的鬥爭。《繼承者》（1955年）講述了史前人類的祖先如何用暴力與欺詐將另一個溫和的種族推向滅絕。《品徹馬丁》（1956年）與《自由落體》（1959年）中，戈爾丁用夢境般的獨白與突如其來的倒敍探討了存在的最基本元素；例如人的生存、自由。戈爾丁後期作品評價並不如前期的作品。

## 主要作品
- 1934年：《詩集》（Poems）
- 1954年：《蒼蠅王》（Lord of the Flies）
- 1955年：《繼承者》（The Inheritors）
- 1956年：《品徹馬丁》（Pincher Martin）
- 1958年：《軍營蝴蝶》（The Brass Butterfly）
- 1959年：《自由落體》（Free Fall）
- 1964年：《尖頂教堂》（The Spire）
- 1965年：《The Hot Gates》
- 1967年：《金字塔》（The Pyramid)
- 1971年：《蠍神》（The Scorpion God）
- 1979年：《黑暗之眼》（Darkness Visible）
- 1982年：《移動目標》（A Moving Target）
- 1984年：《紙人》（The Paper Men）
- 1985年：《埃及日記》
- 《前往地球盡頭》三部曲（To The Ends of the Earth）
  - 1980年：《啟蒙之旅》（Rites of Passage）
  - 1987年：《短兵相見》（Close Quarters）
  - 1989年：《潛藏之火》（Fire Down Below）

## 台灣出版之相關作品
- 陳慧樺/譯，《蒼蠅王》，台北市：驚聲文物，1970年。
- 楊耐冬/譯，《蠍神》，台北市：志文，1985年。
- 楊耐冬/譯，《蒼蠅王》，台北市：志文，1985年。
- 陳紹鵬/譯，《啟蒙之旅》，台北市：遠景出版，1992年。
- 宋碧雲/譯，《蒼蠅王》，台北市：遠景，1993年。
- 劉力堅/譯，《蒼蠅王》，台北市：開今文化出版，1994年。
- 吳介禎/譯，《黑暗之眼》，台北市：圓神，2002年。
- 陳鵬翔/譯，《蒼蠅王》，台北市：桂冠，2004年。
- 龔志成/譯，《蒼蠅王》，台北市：高寶，2011年7月27日。